# Isobornylacetat
Isobornylacetat ist eine chemische Verbindung aus der Gruppe der Carbonsäureester, ist der Essigsäureester des Terpens Isoborneol und ist isomer zu Essigsäurebornylester.

## Isomere
Isobornylacetat ist immer exo-konfiguriert, die endo-Konfiguration wird als Bornylacetat bzw. Essigsäurebornylester bezeichnet. Es existieren zwei isomere Formen, (−)- und (+)-Isobornylacetat [Synonyme: (1S,2S,4S)- bzw. (1R,2R,4R)-Bornylacetat], die häufig als 1:1-Gemisch (Racemat) vorkommen.

## Vorkommen
Es kommt natürlich in einer Reihe von ätherischen Ölen vor.

## Gewinnung und Darstellung
Isobornylacetat wird aus Camphen dargestellt, wobei pro Jahr mehr als 1000 Tonnen produziert werden.

## Eigenschaften
Isobornylacetat ist eine farblose bis gelbliche Flüssigkeit mit charakteristischem Geruch, welche sehr schlecht löslich in Wasser ist. Sie besitzt eine dynamische Viskosität von 8,5 mPa·s bei 20 °C.

## Verwendung
Isobornylacetat ist in Riechstoffkompositionen (Badepräparate, Seifenparfüms, Sprays) enthalten und dient als Zwischenprodukt bei der Herstellung von Campher.

α-Pinen wird protoniert; durch Wagner-Meerwein-Umlagerung wird es zum Carboniumion umgelagert. Dieses reagiert mit Natriumacetat zu Isobornylacetat, welches anschließend zum Isoborneol hydrolysiert und zum Schluss zum Campher oxidiert wird.

## Sicherheitshinweise
Die Dämpfe von Isobornylacetat können mit Luft ein explosionsfähiges Gemisch (Flammpunkt 88 °C, Zündtemperatur 430 °C) bilden.